# İstemihan Talay
Mustafa İstemihan Talay (* 1945 in Tarsus, Mersin) ist ein türkischer Politiker.
Er schloss 1964 das Tarsus American College ab und graduierte an der Fakultät für Politikwissenschaften der Universität Ankara. Dort machte er seinen Master in Politik- und Verwaltungswissenschaften. Er wurde Kaymakam von Vezirköprü und Bozcaada, später Generaldirektor des Gremiums für Gemeindefonds und Kredite.
1985 trat er der Sozialdemokratischen Populistischen Partei (SHP) bei. Bei den Wahlen von 1987 wurde er erstmals in die Große Nationalversammlung gewählt und vertrat den Wahlkreis Mersin. Er wurde bei den Wahlen 1991, 1995 und 1999 wiedergewählt. Ab 1992 war er Mitglied der wiedergegründeten Republikanischen Volkspartei (CHP), 1995 trat er der Demokratischen Linkspartei (DSP) bei. Er war Mitglied des Parlamentarischen Ausschusses für Auswärtige Angelegenheiten, Mitglied in der türkischen Delegation der Parlamentarischen Versammlung des Europarates sowie in der Parlamentarischen Versammlung (PABSEC) der Schwarzmeer-Wirtschaftskooperation. In der Regierung von Mesut Yılmaz war er ab dem 30. Juni 1997 Kulturminister, auch im Kabinett Ecevit IV und im Kabinett Ecevit V unter Ministerpräsident Bülent Ecevit bis zum 18. November 2002. 2002 trat er der neuen Partei der Neuen Türkei bei, deren Mitglied er bis 2004 blieb.
Er ist Kuratoriumsmitglied der Aydın-Universität Istanbul, verheiratet und Vater von drei Kindern. Bei den Kommunalwahlen 2014 trat er als Mitglied der CHP ohne Erfolg für das Bürgermeisteramt von Mersin an.